# Одружилися старий із старою
«Одружилися старий зі старою» (латис. «Apprecējās vecītis ar večiņu savu») — радянський короткометражний художній фільм режисера Гарника Аразяна, знятий за мотивами оповідання Євгена Лазарева «Наречений і наречена» на Ризькій кіностудії у 1971 році.

## Сюжет
Після виходу на пенсію Федору Федоровичу Харламову було необхідно оформити всі папери в сільраді. Тут з'ясувалося, що його шлюб офіційно не зареєстрований. Довелося подружжю, що прожило разом більше п'ятдесяти років, наступного ранку їхати за кілька кілометрів, щоб отримати необхідний папір.
В дорозі вони згадують про своє важке, але щасливе життя. Про дітей, які давно живуть самостійно. Про людей, що були в потрібну хвилину поруч. І старим-молодятам здається, що за всі ці довгі роки, вони стали любити один одного ще міцніше.

## У ролях
- Анастасія Зуєва — Авдотья Микитівна
- Олексій Грибов — Федір Федорович
- Віктор Сергачов — Волков
- Анатолій Дегтяр —  Пентюхов
- Світлана Старикова —  секретар
- Гарник Аразян —  скульптор

## Знімальна група
- Автори сценарію: Гарник Аразян, Арнольд Григорян
- Режисер-постановник: Гарник Аразян
- Оператор-постановник: Харій Кукелс
- Художник-постановник: Віктор Шільдкнехт